# 巴州奶牛场
巴州奶牛场，是中华人民共和国新疆维吾尔自治区巴音郭楞蒙古自治州库尔勒市下辖的一个乡镇级行政单位。

## 行政区划
巴州奶牛场下辖以下地区：
奶牛场虚拟村。